# Rosa hemisphaerica
Rosa hemisphaerica (synoniem: Rosa sulphurea) is een rozensoort met licht zwavelgele bloemen afkomstig uit Zuidwest-Azië. Deze gevulde roos wordt sinds de oudheid in Perzië gekweekt en werd in 1600 door Carolus Clusius uit een tuin in Constantinopel in Nederland geïntroduceerd. Ze was een van de eerste gele rozen in Europese tuinen en een geliefd motief bij Nederlandse kunstschilders in de 17e en 18e eeuw. Een lithografie van Pierre-Joseph Redouté (1759-1840) uit het boek Les Roses toont een bijzonder mooi exemplaar. De wilde vorm van deze roos, bekend als Rosa raphinii, heeft enkelvoudige bloemen met vijf bloembladen. 

## Beschrijving
Rosa hemisphaerica is een stekelige struik die ongeveer 1-1,5 meter hoog wordt. De takken dragen haakvormige stekels. Het blad bestaat uit vijf tot negen grijsgroene, getande blaadjes. De bloem is bolvormig en de geur van de bloemen wordt als onaangenaam ervaren. Ze bloeit alleen in het voorjaar. De roos is in België en Nederland niet geheel winterhard.

## Afbeeldingen

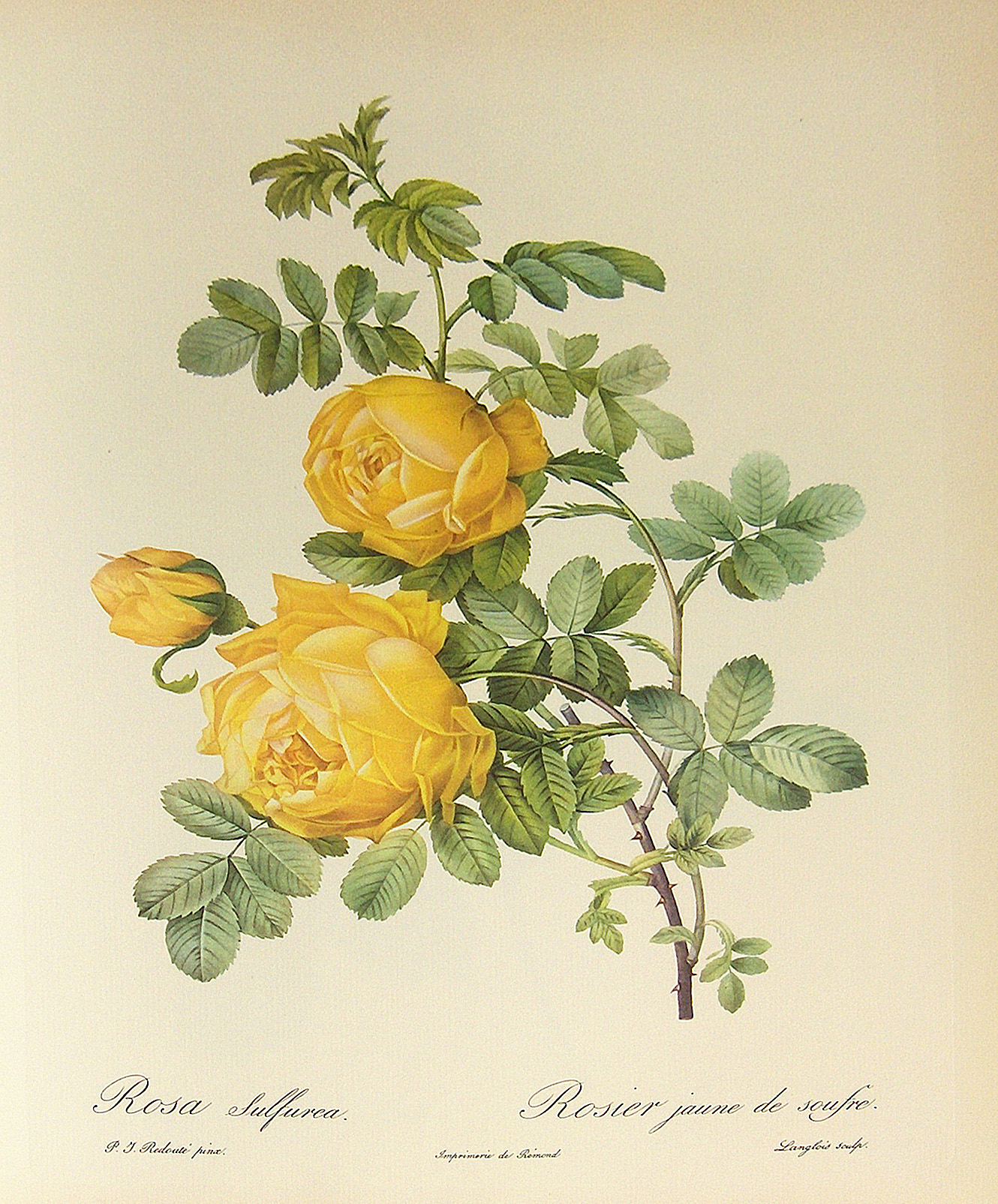
Botanische lithografie van Pierre-Joseph Redouté

R. agrestis (kraagroos) ·
R. arvensis (bosroos) ·
R. banksiae ·
R. caesia (behaarde struweelroos) ·
R. canina (hondsroos) ·
R. corymbifera (heggenroos) ·
R. dumalis (kale struweelroos) ·
R. elliptica (wigbladige roos) ·
R. gallica (Franse roos) ·
R. glauca (bergroos) ·
R. hemisphaerica ·
R. henkeri-schulzei (schijnegelantier) ·
R. hirtula ·
R. hugonis ·
R. inodora (schijnkraagroos) ·
R. majalis (kaneelroos) ·
R. micrantha (kleinbloemige roos) ·
R. moschata (muskusroos) ·
R. moyesii (mandarijnroos) ·
R. multiflora (veelbloemige roos) ·
R. pimpinellifolia (duinroos) ·
R. pseudoscabriuscula (schijnviltroos) ·
R. roxburghii (kastanjeroos) ·
R. rubiginosa (egelantier) ·
R. rugosa (rimpelroos) ·
R. sempervirens ·
R. soulieana ·
R. ×stylosa (stijlroos) ·
R. subcanina (schijnhondsroos) ·
R. subcollina (schijnheggenroos) ·
R. tomentella (beklierde heggenroos) ·
R. villosa (viltroos)